# Saint-Cyr-sur-Morin
Saint-Cyr-sur-Morin – miejscowość i gmina we Francji, w regionie Île-de-France, w departamencie Sekwana i Marna.
Według danych na rok 1990 gminę zamieszkiwało 1467 osób, a gęstość zaludnienia wynosiła 77 osób/km² (wśród 1287 gmin regionu Île-de-France Saint-Cyr-sur-Morin plasuje się na 557. miejscu pod względem liczby ludności, natomiast pod względem powierzchni na miejscu 92.).